# Juan Carlos Navarro
Juan Carlos Navarro Feijoo (Sant Feliu de Llobregat, 13 de junho de 1980) é um basquetebolista profissional espanhol. Atualmente está aposentado.